# Ostracismo

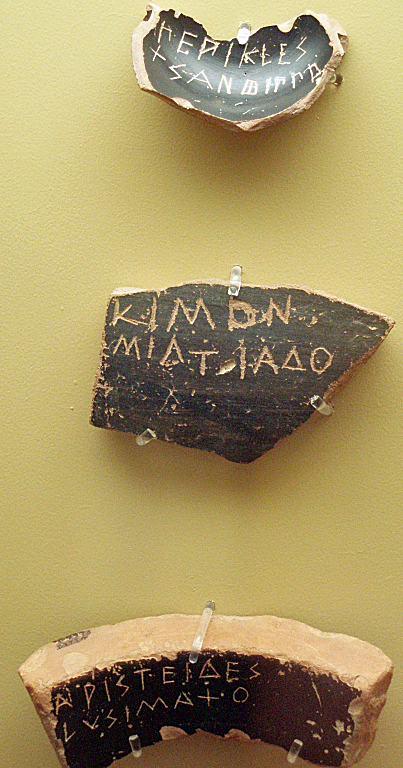
Alcuni ostraka con nomi graffiti dei cittadini sottoposti allo scrutinio, prevalentemente capi politici: Pericle, Cimone e Aristide

L'ostracismo (in greco antico: ὀστρακισμός?, ostrakismós) era un'istituzione giuridica della democrazia ateniese volta a punire con un esilio temporaneo di dieci anni coloro che avrebbero potuto rappresentare un pericolo per la città.
Secondo Aristotele, l'ostracismo fu ideato da Clistene nel 510 a.C.; alcuni, appoggiandosi a un frammento di Arpocrazione, datano la sua istituzione a circa vent'anni dopo, quando ve ne fu la prima applicazione (vittima fu Ipparco di Carmo, della famiglia dei Pisistratidi).

## Etimologia
La parola ὀστρακισμός deriva dal termine ὄστρακον  (òstrakon), che significa "coccio di vaso di terracotta" o "conchiglia". In un mondo in cui il papiro scarseggiava poiché costoso prodotto importato dall'Egitto (sebbene si riportino delle eccezioni significative nel periodo ellenistico),  bozze, appunti e votazioni venivano eseguite su frammenti di vasellame.

## Significato giuridico
L'ostracismo consisteva in una votazione: nella sesta pritania si deliberava se decidere su casi di ostracismo: se la risposta del Bouleuteria era affermativa, si procedeva a votare durante l'ottava pritania. Il nome dell'individuo da ostracizzare doveva essere scritto su dei cocci di terracotta lasciata scottare nel forno, detti appunto ostraka.
L'istituto, al di là della sfera giuridica, assumeva significato politico e morale: la procedura dello scrutinio avveniva entro il momento della giornata in cui fosse ancora possibile leggere le iscrizioni con la luce del sole, per poi proclamare i risultati prima del tramonto.
L'eminente connotazione politica del giudizio di ostracismo emerge chiaramente dal fatto che la condanna non richiedeva e non comportava una qualche accusa penale: Plutarco, per esempio, racconta che Aristide fu ostracizzato perché la sua buona fama e reputazione - era soprannominato "il Giusto" - lo rendevano, indipendentemente dalle sue intenzioni, un tiranno potenziale.
Secondo quanto riferisce Plutarco nelle Vite parallele, l'ostracismo era infatti una istituzione seria ma nell'antica Atene non era ritenuta una punizione di per sé infamante e dunque lesiva dell'onore. Serviva innanzitutto a calmierare eventuali eccessi, sempre visti con sospetto nel mondo antico. Quando al procedimento si cominciò a processare uomini ignobili e malvagi, si smise di ricorrere a tale istituto, sebbene l'ostracismo non fu mai formalmente soppresso a livello legislativo.

## Procedura
Affinché la votazione risultasse valida, dovevano partecipare almeno 6.000 cittadini.
Nella prassi, due erano le ipotesi che si venivano a costituire: quando i votanti dovevano decidere se allontanare o meno un unico cittadino (e in questo caso, per valutare se il risultato finale fosse stato positivo o negativo, si adottava nello scrutinio dei voti il criterio della maggioranza semplice, 50%+1) oppure se la scelta ricadeva tra più cittadini (in tale ipotesi si applicava il criterio della maggioranza relativa, cioè tra "n" nomi quello più ripetuto nello spoglio degli ostraka).
Se il numero necessario per l'esito favorevole del procedimento era raggiunto, il cittadino veniva esiliato per 10 anni, pena la morte se fosse rimasto nell'Attica, la regione in cui sorgeva Atene ed una delle più estese della Grecia antica. Il cittadino poi tornava in possesso dei diritti civili e politici, le sue proprietà non venivano confiscate ed egli poteva nominare una persona che gestisse i suoi affari e gli girasse eventuali proventi. Il provvedimento non colpiva inoltre i familiari, ai quali rimaneva permesso frequentare la polis o continuare a vivervi.
Esistono prove di occasionali brogli. Sono stati trovati degli ostraka recanti il medesimo nome, chiaramente scritti dalla stessa mano, in quanto tutti contenevano lo stesso errore di scrittura. L'analisi di queste prove porta a pensare che gli ostraka precompilati fossero pensati per essere consegnati a dei cittadini a caso per favorire l'estromissione di una data persona.

## Cittadini noti per essere stati ostracizzati
Molti noti politici furono ostracizzati in un certo momento e succedeva che si approvassero leggi speciali per richiamare gli ostracizzati, in circostanze particolari. Ad esempio, Aristide ritornò al servizio di Atene durante le guerre persiane e aiutò materialmente lo stato nella Battaglia di Salamina.
- Ipparco di Carmo, Pisistratide e "amico dei tiranni", 487 a.C.[4]
- Megacle, figlio di Ippocrate (e quindi nipote del più famoso Megacle oppositore di Pisistrato), a seguito della sconfitta contro Egina, 486 a.C.[26][27]
- "Il Terzo Sconosciuto", terzo ostracizzato "amico dei tiranni", rimasto anonimo, 485 a.C.[26]
- Santippo, padre di Pericle, 484 a.C.[26]
- Aristide, vinto da Temistocle nella discussione sull'utilizzo dell'argento scoperto nelle miniere di Maronea, 482 a.C.[26]
- Temistocle, 471 a.C.[28]
- Cimone, 461 a.C.[29]
- Iperbolo, figlio di Antifane, accusatore di Alcibiade, 417 a.C.[30]
- Tucidide, figlio di Melesia e nemico politico di Pericle, 443/442 a.C.[31]

## Graphē paranómōn
Un istituto simile all'ostracismo era la graphe paranomon (in greco antico: γραφή παρανόμων?): il cittadino che in assemblea avesse proposto alcunché in contrasto con il diritto tradizionale poteva subire pene assai gravi, compreso l'esilio decennale. Questo, ovviamente, comportò una grave limitazione alla libertà di espressione in assemblea (isegoria).
A differenza dell'ostracismo, la cui portata era eminentemente politica, l'istituto della graphē paranómōn aveva invece come presupposto un fatto che costituiva una colpa, ma si prestava ad evidenti abusi e soprattutto a un effetto dissuasivo della libertà di espressione.